# Victorious 2.0
Victorious 2.0: More Music from the Hit TV Show es el primer EP y segundo álbum de banda sonora de la serie de televisión del mismo nombre de Nickelodeon, con canciones interpretadas por Victoria Justice y el reparto del programa. El EP fue lanzado el 5 de junio de 2012 por Nickelodeon Records, en asociación con Columbia. «Victorious 2.0: More Music from the Hit TV Show» es un disco pop con temas alegres.
El EP alcanzó el puesto número 18 en la lista estadounidense «Billboard» 200 y se situó entre los cinco primeros puestos de las listas estadounidenses Álbumes infantiles y Álbumes de bandas sonoras. Se lanzaron dos sencillos para el EP. Take a Hint, el primer sencillo del EP, alcanzó el número ocho en la lista estadounidense «Billboard» Bubbling Under Hot 100. El segundo sencillo, Make It in America, alcanzó el número uno en la lista estadounidense «Billboard» Kid Digital Song Sales.

## Lanzamiento
En marzo de 2012, la actriz de Victorious Victoria Justice anunció durante una entrevista en el programa On Air with Ryan Seacrest que se estaba preparando más música para la serie.  En mayo de 2012, el sitio web de entretenimiento Celebuzz reveló en exclusiva la portada, el título y la fecha de lanzamiento prevista para junio de 2012 del EP. Victorious 2.0: More Music from the Hit TV Show se lanzó oficialmente para descarga digital y streaming el 5 de junio de 2012, por Nickelodeon Records, en asociación con Columbia. El EP se lanzó posteriormente en formato digital y físico en Australia el 9 de noviembre de 2012, a cargo de Sony Music Australia.

## Música y composición
Victorious 2.0: More Music from the Hit TV Show es principalmente un disco de pop. El EP comienza con Make It in America, una alegre canción pop y pop rock.  En cuanto a la letra, la canción trata sobre el deseo de Justice de alcanzar la fama en la industria musical.  «Take a Hint» es una canción pop, electropop y EDM con Justice y Elizabeth Gillies a la voz.  La letra de la canción trata sobre el derecho al consentimiento y la resistencia ante insinuaciones no deseadas.
La siguiente canción, «Shut Up and Dance», cuenta con Justice como vocalista principal, mientras que «5 Fingaz to the Face» incluye una actuación conjunta de Justice y el reparto de «Victorious».  «Countdown» es una alegre canción pop que cuenta con la colaboración de Justice y Leon Thomas III en las voces.  El EP se cierra con una versión del sencillo de 1985 de Simple Minds «Don't You (Forget About Me)», con Justice a la voz.  La versión de iTunes del EP concluye con «I Think You're Swell», una balada en la que participa Matt Bennett como vocalista. 

## Promoción

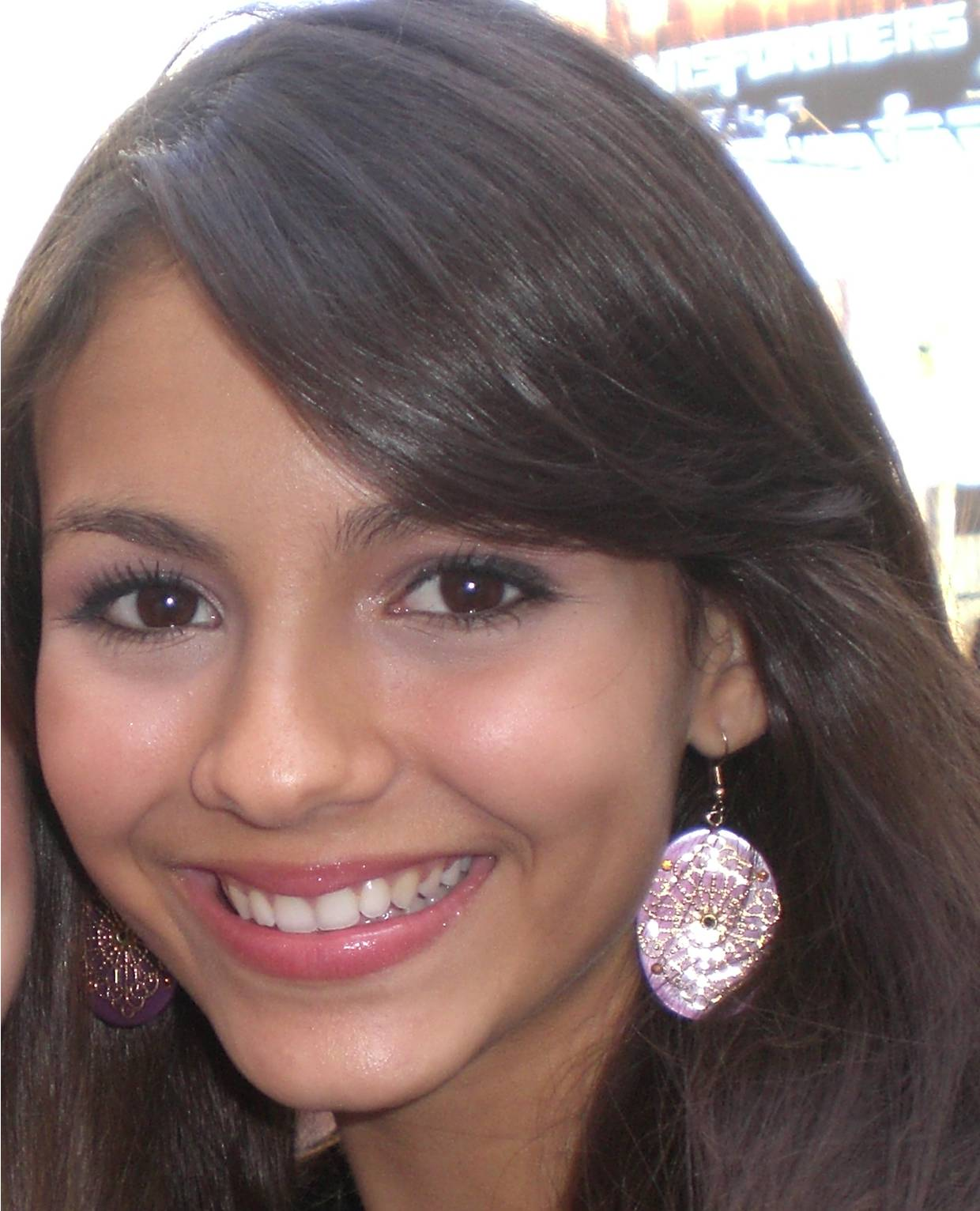
El extended play presenta a Justice (en la foto de 2007) como la cantante principal.

El 9 de junio de 2012, Justice y el reparto de “Victorious” celebraron un evento en Universal Orlando, donde interpretaron canciones del EP, participaron en una sesión de preguntas y respuestas con los fans y estrenaron un episodio inédito de “Victorious”.  En junio de 2012, Justice anunció que su gira de conciertos debut, Make It in America Tour, comenzaría a finales de ese año. La gira abarcó 17 fechas en todo Estados Unidos. En noviembre de 2012, Justice viajó a Australia para realizar una gira promocional y de prensa en apoyo del EP.

### Sencillos
Countdown se lanzó como sencillo promocional el 18 de febrero de 2012.  La canción alcanzó el número diez en la lista Billboard Kid Digital Song Sales de Estados Unidos.  Take a Hint se lanzó como sencillo principal del EP el 3 de marzo de 2012. Alcanzó el puesto número ocho en la lista estadounidense «Billboard» Bubbling Under Hot 100.  La canción fue certificada con disco de platino en los Estados Unidos por la Asociación de la Industria Discográfica de Estados Unidos (RIAA) por vender más de 1 000 000 de unidades certificadas. También fue certificado como disco de plata en el Reino Unido por la British Phonographic Industry (BPI) por vender 200 000 unidades certificadas.
Make It in America se lanzó como segundo sencillo el 15 de mayo de 2012. Posteriormente, Sony Music Australia lo lanzó como sencillo en Australia para su difusión en radio el 1 de noviembre de 2012 y para su descarga digital el 9 de noviembre de ese mismo año.  En mayo de 2012 se publicó un vídeo musical de la canción. El vídeo muestra a Justice y al reparto de «Victorious» conduciendo por Los Ángeles en un descapotable. Justice promocionó la canción interpretándola en directo en el programa The Ellen DeGeneres Show en mayo de 2012. La canción alcanzó el número uno en la lista «Billboard» Kid Digital Song Sales de Estados Unidos.

## Recepción crítica
El personal de «Kidzworld» otorgó a «Victorious 2.0: More Music from the Hit TV Show» tres estrellas de cinco. Heather Phares, escribiendo para AllMusic, otorgó al EP tres estrellas y media de cinco, opinando que «la imponente voz de Justice es la principal atracción aquí». Afirmó que las canciones del EP eran «alegres, pero sin resultar demasiado artificiales». Ashely Rose, de Cambio, describió las canciones de «Victorious 2.0: More Music from the Hit TV Show» como «increíbles temas veraniegos» y mencionó que «están deseando» «escuchar las nuevas canciones».

### Rendimiento comercial
Victorious 2.0: More Music from the Hit TV Show debutó y alcanzó el puesto número 18 en la lista estadounidense «Billboard 200» con 17 000 copias vendidas.  También alcanzó el puesto número 18 en la lista Top Current Album Sales, el número dos en la lista de álbumes de bandas sonoras de EE. UU., y el número uno en la lista de álbumes infantiles de EE. UU. Fuera de Estados Unidos, el EP alcanzó el puesto número 44 en la lista UK Compilation Albums y el número 16 en la lista de álbumes de bandas sonoras del Reino Unido.

## Lista de canciones
| Standard edition |                                                          |                |          |  |
| N.º              | Título                                                   | Producer(s)    | Duración |  |
| 1.               | «Make It in America» (con Victoria Justice)              | Johnson        | 3:20     |  |
| 2.               | «Take a Hint» (con Victoria Justice & Elizabeth Gillies) | Michael        | 2:34     |  |
| 3.               | «Shut Up and Dance» (con Victoria Justice)               | Backhouse Mike | 2:56     |  |
| 4.               | «5 Fingaz to the Face» (con Victoria Justice)            | Backhouse Mike | 1:58     |  |
| 5.               | «Countdown» (con Leon Thomas III & Victoria Justice)     | Kool Kojak     | 3:27     |  |
| 6.               | «Don't You (Forget About Me)» (con Victoria Justice)     | Backhouse Mike | 4:07     |  |
| 18:22            |                                                          |                |          |  |

| iTunes Store |                                           |            |          |  |
| N.º          | Título                                    | Producer   | Duración |  |
| 7.           | «I Think You're Swell» (con Matt Bennett) | B. Charles | 3:35     |  |

## Charts

### Weekly charts
| Chart (2012)                             | Peak position |
| ---------------------------------------- | ------------- |
| Reino Unido (UK Compilation Albums)      | 44            |
| Estados Unidos (Billboard 200)           | 18            |
| Estados Unidos US Kid Albums (Billboard) | 1             |
| Estados Unidos (Soundtrack Albums)       | 2             |

### Year-end charts
| Chart (2012)                             | Position |
| ---------------------------------------- | -------- |
| Estados Unidos US Kid Albums (Billboard) | 17       |

## Créditos y Personal
Créditos adaptados de Discogs.
- A&R - Maria Egan
- A&R [Coordinación] - Gelareh Rouzbehani
- Diseño [Paquete del álbum] - Fusako Chubachi
- Productor ejecutivo - Dan Schneider (5)
- Dirección [Ejecutivo a cargo de la música para Nickelodeon] - Doug Cohn
- Masterizado por - Stephen Marcussen (pistas: 1, 3, 4, 6)
- Mezclado por - Miles Walker (pistas: 1 a 3, 5)
- Mezclado por [Asistente] - Eric Bisgyer (pistas: 1 a 3, 5)
- Fotografía: Aaron Warkov